# Mongolische Silberwühlmaus
Die Mongolische Silberwühlmaus (Alticola semicanus) ist eine Nagetierart aus der Gattung der Gebirgswühlmäuse (Alticola). Sie kommt in der Mongolei, im südlichen Sibirien im Norden der chinesischen Provinz Nei Mongol vor.

## Merkmale
Die Mongolische Silberwühlmaus erreicht eine Kopf-Rumpf-Länge von 10,4 bis 14,0 Zentimeter mit einem Schwanz von 2,4 bis 3,5 Zentimeter Länge. Die Hinterfußlänge beträgt 19 bis 23 Millimeter, die Ohrlänge 15 bis 21 Millimeter. Es handelt sich damit um eine vergleichsweise große Art der Gattung. Das Rückenfell ist sandfarben grau mit vereinzelten schwarzen Haaren. Die Bauchseite ist sandfarben weiß und gegenüber dem Rücken an den Körperseiten scharf abgegrenzt, häufig befindet sich an der Grenze ein gelblichroter Streifen. Der Schwanz ist mit weißen Haaren besetzt und setzt sich farblich deutlich vom dunkleren Rücken ab.
Der Schädel hat eine Gesamtlänge von 27,0 bis 31,0 Zentimeter und ist im Vergleich mit anderen Arten der Gattung deutlich abgeflacht, er besitzt relativ lange Paukenblasen (Bullae tympanica) mit einer Länge von etwa 8,5 Millimeter.

## Verbreitung
Die Mongolische Silberwühlmaus kommt in der Mongolei, in Tuwa im südlichen Sibirien und im Norden der chinesischen Provinz Nei Mongol vor.
Das Verbreitungsgebiet der Art grenzt an das der Tuwa-Silberwühlmaus (Alticola tuvinicus) und der Gobi-Altai-Gebirgswühlmaus (Alticola barakshin) an, überlappt jedoch nicht.

## Lebensweise
Die Mongolische Silberwühlmaus lebt in trockenen und halbtrockenen Regionen der Gebirge oberhalb der Nadelbaumgrenze bis zur Schneegrenze. Sie kommt vor allem in steinigen Weiden-, Wiesen- und Gebüschflächen aus Wacholderbeständen mit vereinzelten Felsen vor. Die Tiere sind primär nachtaktiv, können jedoch auch tagsüber beobachtet werden. Sie ernähren sich ausschließlich herbivor von Pflanzenteilen. Die Baue liegen unterhalb von Felsen und Steinen, am Eingang hinterlassen sie in der Regel größere Mengen gekrümmter Kotreste.

## Systematik
Die Mongolische Silberwühlmaus wird als eigenständige Art innerhalb der Gattung der Gebirgswühlmäuse (Alticola) eingeordnet, die aus zwölf Arten besteht. Die wissenschaftliche Erstbeschreibung stammt von dem amerikanischen Zoologen Glover Morrill Allen aus dem Jahr 1924, der die Art anhand von Individuen aus dem südöstlichen Changai-Gebirge am Oberlauf des Ongi in der Mongolei als Microtus worthingtoni semicanus beschrieb. Teilweise wurde die Art mit der Royle-Gebirgswühlmaus (Alticola roylei) und der Silbernen Gebirgswühlmaus (Alticola argentatus) synonymisiert.

## Status, Bedrohung und Schutz
Die Mongolische Silberwühlmaus wird von der International Union for Conservation of Nature and Natural Resources (IUCN) als nicht gefährdet (Least concern) eingeordnet. Begründet wird dies mit dem sehr großen Verbreitungsgebiet und den großen Beständen der Art. Zu den Bestandszahlen liegen keine Informationen vor, im Verbreitungsgebiet der Art sind keine bestandsgefährdenden Risiken bekannt.

## Belege
1. 1 2 3 4  Darrin Lunde, Andrew T. Smith: Mongolian Mountain Vole. In: Andrew T. Smith, Yan Xie: A Guide to the Mammals of China. Princeton University Press, Princeton NJ 2008, ISBN 978-0-691-09984-2, S. 217–218.
2. 1 2 3  Alticola (Alticola) semicanus. In: Don E. Wilson, DeeAnn M. Reeder (Hrsg.): Mammal Species of the World. A taxonomic and geographic Reference. 2 Bände. 3. Auflage. Johns Hopkins University Press, Baltimore MD 2005, ISBN 0-8018-8221-4.
3. 1 2 3 4 5  Alticola semicanus in der Roten Liste gefährdeter Arten der IUCN 2016.2. Eingestellt von: N. Batsaikhan, D. Tinnin, S. Shar, G. Sukhchuluun, 2008. Abgerufen am 22. September 2016..